# UFC on ESPN: Albazi vs. Taira
UFC on ESPN: Albazi vs. Taira (conosciuto anche come UFC on ESPN 71 oppure UFC Vegas 108) è stato un evento di arti marziali miste tenuto dalla Ultimate Fighting Championship il 2 agosto 2025 all'UFC Apex di Las Vegas, negli Stati Uniti.

## Risultati
|                  | Divisione               |                  |                 |                           | Metodo                                      | Round           | Tempo           | Premio          |
| Card Principale  | Card Principale         | Card Principale  | Card Principale | Card Principale           | Card Principale                             | Card Principale | Card Principale | Card Principale |
| ---------------- | ----------------------- | ---------------- | --------------- | ------------------------- | ------------------------------------------- | --------------- | --------------- | --------------- |
|                  | Pesi mosca              | Tatsuro Taira    | batte           | Park Hyun-sung            | Sottomissione (face crank)                  | 2               | 1:06            |                 |
|                  | Pesi leggeri            | Chris Duncan     | batte           | Mateusz Rębecki           | Decisione unanime (29–28, 29–28, 30–27)     | 3               | 5:00            | FOTN            |
|                  | Pesi leggeri            | Esteban Ribovics | batte           | Elves Brener              | Decisione unanime (29–28, 30–27, 30–27)     | 3               | 5:00            | FOTN            |
|                  | Pesi gallo femminili    | Karol Rosa       | batte           | Nora Cornolle             | Decisione unanime (30–27, 29–27, 29–27)     | 3               | 5:00            |                 |
|                  | Pesi welter             | Neil Magny       | batte           | Elizeu Zaleski dos Santos | KO tecnico (pugni)                          | 2               | 4:39            |                 |
|                  | Pesi piuma              | Kevin Vallejos   | batte           | Danny Silva               | Decisione unanime (29–28, 30–27, 30–27)     | 3               | 5:00            |                 |
| Card Preliminari |                         |                  |                 |                           |                                             |                 |                 |                 |
|                  | Pesi gallo              | Rinya Nakamura   | batte           | Nathan Fletcher           | KO tecnico (calcio al corpo e pugni)        | 1               | 1:02            |                 |
|                  | Catchweight (189.5 lbs) | Rodolfo Vieira   | batte           | Tresean Gore              | Decisione unanime (29–28, 30–27, 30–27)     | 3               | 5:00            |                 |
|                  | Pesi medi               | Andrey Pulyaev   | batte           | Nick Klein                | KO tecnico (calcio al corpo e pugni)        | 2               | 1:31            |                 |
|                  | Pesi piuma              | Austin Bashi     | batte           | John Yannis               | Sottomissione (rear-naked choke)            | 1               | 3:39            |                 |
|                  | Catchweight (130 lbs)   | Rafael Estevam   | batte           | Felipe Bunes              | Decisione unanime (29–28, 29–28, 29–28)     | 3               | 5:00            |                 |
|                  | Pesi paglia femminili   | Piera Rodríguez  | batte           | Ketlen Souza              | Decisione non unanime (29–28, 28–29, 29–28) | 3               | 5:00            |                 |

## Premi
I lottatori premiati ricevettero un bonus di 50.000 dollari.
Legenda:
- FOTN: Fight of the Night (vengono premiati entrambi gli atleti per il miglior incontro dell'evento)
- POTN: Performance of the Night (viene premiato il vincitore per la migliore performance dell'evento)